# Абдул-Кадир Гилани
Абу́ Муха́ммад Абдул-Ка́дир ибн Му́са ибн Абдулла́х Гила́ни (араб. عبد القادر الجيلاني‎, перс. عبدالقادر گیلانی‎; 17 марта 1078, Гилян, Персия — 14 февраля 1166, Багдад, Ирак, Аббасидский халифат) — исламский богослов, правовед ханбалитского и шафиитского мазхаба. Имам и основатель суфийского Кадирийского тариката.

## Биография

### Генеалогия
Его полное имя: Абу Мухаммад ибн Муса ибн Абдуллах ибн Яхья ибн Мухаммад ибн Дауд ибн Муса ибн Абдуллах ибн Муса ибн Абдуллах ибн Хасан ибн Хасан ибн Али ибн Абу Талиб ибн Абд аль-Мутталиб ибн Хашим.

### Ранние годы
Родился 17 марта 1078 года в Гиляне (Персия)
и провёл там своё детство. В 1095 году, в возрасте 18 лет, отправился в Багдад, где продолжил изучение ханбалитского мазхаба под руководством имама Ибн Акиля и других прославленных учителей. Изучал фикх, хадис и тафсир. После завершения обучения, покинул Багдад, и 25 лет прожил отшельником, странствуя по пустынным районам Ирака.
Ему было за 50, когда он вернулся в Багдад в 1127 году, и начал проповедовать в общественных местах.

## Смерть
Умер и погребён в субботу 12 февраля 1166 года в Багдаде, в возрасте 88 лет.

Труды:
1)     Гунья (полное название الغنية لطالبي طريق الحق аль-Гунья ли-талиби тарики аль-хакк) Перевод названия: Достаточные [знания] для ищущих истину. Издан в трех томах. В них освещены такие вопросы как тонкости шариата, богослужебная практика, акыда, сектоведение, суфизм, жития святых и т.д.
В 1983 г. вышло полное печатное издание книги, с обширными комментариями проф. Фараджа Тауфика аль-Валида из Багдадского университета.
В 1995 г. в Техасе в издательстве Al-Baz Publishing, Inc. в пяти томах вышел перевод книги на англ.яз. Мухтара Холланда (переиздан в 2008 году).
2)     Аль-Фатху ар-раббани ва аль-файзу ар-рахмани الفتح الرباني والفيض الرحماني Представляет собой сборник из 62 писем шейха своим ученикам с вопросами-ответами на шариатские и суфийские темы. Как говорят ученики шейха, на написание этого сборника у автора ушло 400 чернильниц с черными натуральными чернилами. А послушали его сохбеты (духовные беседы) более 70000 прихожан. В 2019 г. вышел перевод книги на англ.яз. в изд-ве «Al-Baz Publishing». Переводчик Мухтар Холланд.
3)     Футух аль-Гайб فتوح الغيب «Раскрытие сокрытого». Сборник из 78 проповедей. Переведена на рус.яз. издательством «Ансар» в 2008 г. В 2019 г. вышел перевод книги на англ.яз. в изд-ве «Al-Baz Publishing». Переводчик Мухтар Холланд.
4)     Джиля аль-хатыр (полное название Джиля аль-хатыр мин калями шейх Абдулькадир جلاء الخاطر من كلام الشيخ عبد القادر ) Книга об акыде, этике и мистицизме в виде 45 проповедей. В 2019 г. вышел перевод книги на англ.яз. в изд-ве «Al-Baz Publishing». Переводчик Мухтар Холланд. В 2021 г. вышло переиздание в изд-ве «Safis Publishing». Переводчик д-р Луай Фатухи.
5)     Сирр аль-асрар ва мазхар аль-анвар سر الاسرار و مظهر الانوار Тайна тайн и проявление [Божественного] света
6)     Фуюзат ар-раббания الفيوضات الربانية Сборник молитв в стихах
7)     Кибрит ахмар الکبریت الاحمر Красная сера (так суфии называют философский камень, нечто очень сокровенное и таинственное).
8)     Хамсата ашара мактубан. (Второе название - «Мактубат»). Сборник из 15 писем ученику по вопросам суфизма. Оригинал на фарси. На арабский язык перевел шейх Али Хусамуддин аль-Муттакы. В 2014 г. вышел перевод книги на англ.яз. в изд-ве «Safis Publishing». Переводчик д-р Луай Фатухи. В 2019 г. переиздано переводчиком Мухтаром Холландом.
9)     Ад-Даляиль аль-кадирия الدلائل القادرية
10) Гаусия (полное название Ар-Рисалят аль-гаусия الرسالة الغوثية)
11) Башаир аль-хайрат بشائر الخيرات Радостные вести о хороших вещах. В 2019 г. вышел перевод книги на англ.яз. в изд-ве «Al-Baz Publishing». Переводчик Мухтар Холланд.
12) Тафсир Джейляни. Комментарии к Корану.
13) Ад-Дуррату ас-сания الدرر السنية (Сияющие жемчужины). Сборник из 18 проповедей. В 1924 г. в Стамбуле книга переведена на тур.яз. Мухаммадом Сайфуддином. В 2019 г. вышел перевод книги на англ.яз. в изд-ве «Al-Baz Publishing». Переводчик Мухтар Холланд.
14) Мальфузат ملفوظات (Высказывания). Сборник проповедей. В 2019 г. вышел перевод книги на англ.яз. в изд-ве «Al-Baz Publishing». Переводчик Мухтар Холланд.

## Отделения и организации суфийского ордена Кадирия
- (англ.) 'Arusiyyah — Qadiriyyah (Founder: Imam al-'Arus Sayyid Muhammad)
- (англ.) Darul Ehsan (Founder: Hazrat Abu Anees Muhammad Barkat Ali)
- (англ.) Qadiri — Rifa’i (Founder: Muhyiddin Ansari)
- (англ.) Sarwari — Qadri Order (Founder: Hazrat Sultan Bahu)
- (англ.) International Qadiri Order